# Сенаторы от департамента Финистер
В соответствии с законодательством Франции избрание сенаторов осуществляется коллегией выборщиков, в которую входят депутаты Национального собрания, члены регионального совета и совета департамента, а также делегаты от муниципальных советов. Количество мест определяется численностью населения. Департаменту Финистер в Сенате выделено 4 места. В случае, если от департамента избирается 3 и более сенаторов, выбор осуществляется среди списков кандидатов по пропорциональной системе с использованием метода Хэйра. Список кандидатов должен включать на 2 имени кандидата больше, чем число мандатов, и в составе списка должны чередоваться мужчины и женщины.

## Результаты выборов 2020 года
В выборах сенаторов 2020 года участвовали 6 списков кандидатов и 2 275 выборщиков.
|  | Лидер списка    | Политическая направленность                             | Получено голосов | %     | Кол-во мест | +/- (к 2014 г.) |
|  | --------------- | ------------------------------------------------------- | ---------------- | ----- | ----------- | --------------- |
|  | Мишель Каневе   | Союз демократов и независимых Вперёд, Республика!       | 639              | 28,20 | 2           | +1              |
|  | Жан-Люк Фише    | Социалистическая партия Разные левые                    | 632              | 27,99 | 1           | -1              |
|  | Филипп Поль     | Республиканцы                                           | 564              | 24,98 | 1           | 0               |
|  | Кристоф Венклер | Европа Экология Зелёные Демократический бретонский союз | 195              | 8,64  | 0           | 0               |
|  | Изабель Мазлен  | Комунистическая партия Génération.s                     | 193              | 8,55  | 0           | 0               |
|  | Рене Томаидис   | Национальное объединение                                | 35               | 1,55  | 0           | 0               |

## Результаты выборов 2014 года
В выборах сенаторов 2014 года участвовали 9 списков кандидатов и 2 267 выборщиков.
|  | Лидер списка     | Политическая направленность     | Получено голосов | %     | Кол-во мест | +/- (к 2008 г.) |
|  | ---------------- | ------------------------------- | ---------------- | ----- | ----------- | --------------- |
|  | Франсуа Марк     | Социалистическая партия         | 782              | 34,93 | 2           | -1              |
|  | Филипп Поль      | Союз за народное движение       | 668              | 29,83 | 1           | 0               |
|  | Мишель Каневе    | Союз демократов и независимых   | 401              | 17,91 | 1           | +1              |
|  | Кристиан Троадек | За Бретань!                     | 123              | 5.49  | 0           | 0               |
|  | Натали Шалин     | Европа Экология Зелёные         | 99               | 4,42  | 0           | 0               |
|  | Исмаэль Дюпон    | Левый фронт                     | 84               | 3,75  | 0           | 0               |
|  | Поль Гегенья     | Демократический бретонский союз | 38               | 1,70  | 0           | 0               |
|  | Рене Томаидис    | Национальный фронт              | 31               | 1,38  | 0           | 0               |
|  | Магали Лепап     | Независимые                     | 13               | 0,58  | 0           | 0               |

## Сенаторы (2020-2026)
- Мишель Каневе (Союз демократов и независимых), мэр коммуны Плонеур-Ланверн
- Надеж Аве (Вперёд, Республика!), вице-мэр коммуны Сен-Пабю
- Филипп Поль (Республиканцы), мэр коммуны Дуарнене
- Жан-Люк Фише (Социалистическая партия), вице-президент Генерального совета департамента Финистер, мэр коммуны Ланмёр

## Сенаторы (2014-2020)
- Франсуа Марк (Социалистическая партия), вице-президент Генерального совета департамента Финистер, бывший мэр коммуны Ла-Рош-Морис (до 24.09.2017)
- Маривонн Блонден (Социалистическая партия), вице-президент Генерального совета департамента Финистер, вице-мэр коммуны Эрге-Габерик
- Филипп Поль (Союз за народное движение/Республиканцы), мэр коммуны Дуарнене
- Мишель Каневе (Союз демократов и независимых), мэр коммуны Плонеур-Ланверн
- Жан-Люк Фише (Социалистическая партия), вице-президент Генерального совета департамента Финистер, мэр коммуны Ланмёр (с 25.09.2017)

## Сенаторы (2008-2014)
- Франсуа Марк (Социалистическая партия), вице-президент Генерального совета департамента Финистер, бывший мэр коммуны Ла-Рош-Морис
- Маривонн Блонден (Социалистическая партия), вице-президент Генерального совета департамента Финистер, вице-мэр коммуны Эрге-Габерик
- Жан-Люк Фише (Социалистическая партия), вице-президент Генерального совета департамента Финистер, мэр коммуны Ланмёр
- Филипп Поль (Союз за народное движение), мэр коммуны Дуарнене